# Space of Variations
Space of Variations (укр. Простір варіантів) — український гурт із Вінниці, що був заснований у 2009 році. Стиль гурту із самого початку позиціонувався як металкор, але з часом музика отримала більш хаотичний характер. Пісні у репертуарі гурту є російською та англійською мовами.

## Походження назви
За теорією езотерика Вадима Зеланда весь світ і час є статичними, тобто минуле було, є і буде, майбутнє і сьогодення так само.
Він припустив, що матеріальна реалізація цього «Простору Варіантів» і є життям.

## Історія
Гурт було засновано у 2009 році гітаристами Олексієм Зацерковним і Дмитром Козачуком (Leor) під назвою «Пространство вариантов» (укр. Простір варіантів). За деякий час до колективу приєднався барабанщик Денис Шинкевич і вокаліст Дмитро Кожухар. У такому складі гурт почав активну репетиційну та студійну діяльність.
Стиль гурту із самого початку позиціювався як металкор, але з часом музика отримала більш хаотичний характер. Також потім до гурту приєднався бас-гітарист Сергій Приймак.
Наприкінці літа 2010 через людський фактор діяльність гурту призупинилась.
Учасники гурту знов об'єднались у 2015 році в оригінальному складі. З часом музиканти зрозуміли, що потрібно змінити ритм-секцію. У той же період пріоритети в деяких учасників гурту (Дениса та Сергія) дещо змінились — і не на користь гурту. У результаті на місця бас-гітариста та ударних були запрошені хороші друзі гурту: брати Тимофій (ударні) і Антон (бас) Касаткіни.
У липні 2015 року з виходом англомовного синглу «Gunsight» назву гурту змінено на Space of Variations.
З 2015 року на рахунку хлопців безліч концертів у різних містах України та виступи на таких фестивалях, як Файне Місто, Захід Фест, Республіка, IBRA, Завантаження, Big Love Fest, Іншамузика фест тощо.
У січні 2020 гурт повідомив про початок роботи з відомим австрійським геві-метал лейблом Napalm Records.
Під час повномасштабного вторгнення гурт виїхав з України за кордон і не повернувся[джерело не вказане 437 днів].

## Склад гурту

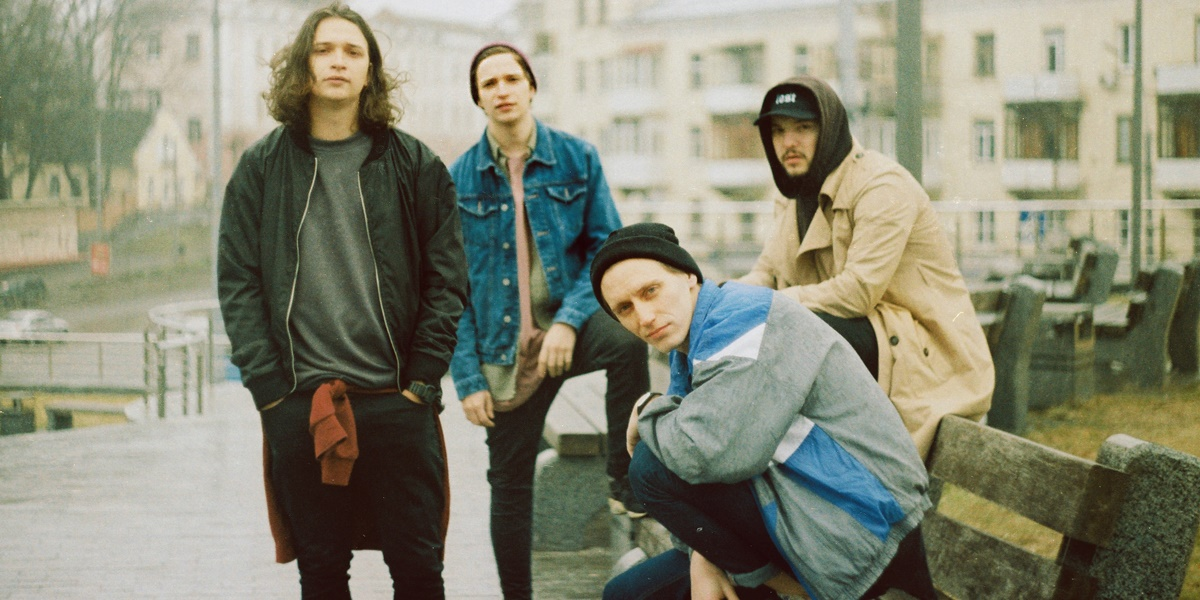
«Space of Variations» восени 2018

Станом на серпень 2023 склад гурту такий:
- Олексій Зацерковний (Not Very) — гітара, вокал (2009—2010, 2014 — дотепер)
- Дмитро Кожухар (Фло) — вокал (2009—2010, 2014 — дотепер)
- Антон Касаткін — бас (2015 — дотепер)
- Тимофій Касаткін — ударні (2015 — дотепер)

## Нагороди та номінації
| Рік  | Премія                       | Номінація              | Результат | Примітка       | Дж.   |
| ---- | ---------------------------- | ---------------------- | --------- | -------------- | ----- |
| 2015 | The Best Ukrainian Metal Act | Найкращий метал-гурт   | Перемога  |                | [ 3 ] |
| 2017 | The Best Ukrainian Metal Act | Найкращий метал-гурт   | Перемога  |                | [ 4 ] |
| 2022 | The Best Ukrainian Metal Act | Найкращий метал-альбом | Номінація | Imago          | [ 5 ] |
| 2022 | The Best Ukrainian Metal Act | Найкраще метал-відео   | Номінація | «Someone Else» | [ 5 ] |
| 2022 | The Best Ukrainian Metal Act | Найкраще метал-відео   | Перемога  | «Imago»        | [ 5 ] |

## Дискографія

### Під назвою «Пространство вариантов»

#### Мініальбоми
| Назва                                      | Дата виходу | Лейбл | Список композицій                                                                                    |
| ------------------------------------------ | ----------- | ----- | --- |
| Осталось лишь придумать зачем я это сделал | 2009        |       | 1. «Дежавю ONLINE» 2. «Миледи, Вы сука!!!» 3. «Начало нового тебя» 4. «Теория сумасшествия Хью Лори» |
| Закрытый космос                            | 2010        |       | 1. «В Токио сейчас осень» 2. «Безотказные механизмы» 3. «Куб» 4. «Я как ты»                          |

#### Сингли
| Рік  | Сингл          | Альбом            |
| ---- | -------------- | ----------------- |
| 2009 | Будут наказаны | Сингл без альбому |
| 2012 | Самолёт        | Сингл без альбому |

### Під назвою «Space of Variations»

#### Студійні альбоми
| Назва        | Дата виходу      | Лейбл          | Формат              | Список композицій |
| ------------ | ---------------- | -------------- | ------------------- | --- |
| Mind Darknet | 1 листопада 2018 | Самовидання    | Цифрова дистрибуція | 1. «Tibet» 2. «Moonlight» 3. «Snakepit» 4. «Over Again» 5. «F**k This Place Up» 6. «Rain in Forest» 7. «Perfect Enemy» 8. «Sometimes» 9. «Suicide Rave» 10. «Dance on My Bones» |
| Imago        | 23 вересня 2022  | Napalm Records | Цифрова дистрибуція | |

#### Мініальбоми
| Назва     | Дата виходу    | Лейбл          | Формат              | Список композицій                                                                             |
| --------- | -------------- | -------------- | ------------------- | --------------------------------------------------------------------------------------------- |
| Blackmail | 28 серпня 2016 | Napalm Records | Цифрова дистрибуція | 1. «Hell in Me» 2. «Flame» 3. «Where are You Tonight?» 4. «Deadlight» 5. «Act of God»         |
| XXXXX     | 3 лютого 2020  | Napalm Records | Цифрова дистрибуція | 1. Room 57 2. Razorblade 3. Slowmo 4. Empty Universe 5. Find Me in the Dark 6. Будут наказаны |

#### Сингли
| Рік  | Сингл                                   | Альбом            |
| ---- | --------------------------------------- | ----------------- |
| 2015 | Gunsight                                | Сингл без альбому |
| 2017 | Tibet                                   | Mind Darknet      |
| 2022 | DNA Molecule in a Million of Dimensions | Imago             |
| 2024 | TRIBE                                   | Сингл без альбому |

### Відеографія
| Кліп                                      | Рік  |
| ----------------------------------------- | ---- |
| «Gunsight»                                | 2015 |
| «Deadlight»                               | 2016 |
| «Tibet»                                   | 2017 |
| «Where Are You Tonight?»                  | 2017 |
| «Moonlight»                               | 2019 |
| «Dance on My Bones»                       | 2019 |
| «F**k This Place Up»                      | 2019 |
| «Razorblade»                              | 2019 |
| «Room 57»                                 | 2020 |
| MDX (Live Session)                        | 2020 |
| «Будут Наказаны»                          | 2020 |
| «DNA Molecule In A Million Of Dimensions» | 2024 |
| «TRIBE»                                   | 2022 |